# NGC 5268
NGC 5268 est l'étoile TYC 5552-395-1 située dans la constellation de la Vierge. L'astronome irlandais Edward Joshua Cooper a enregistré la position de cette étoile le 17 janvier 1855.
Selon les mesures de la parallaxe réalisées par le satellite Gaia, la distance de cette étoile est de 204,83 ± 2,45 pc (∼668 al). Sa vitesse radiale est égale à 92,19 ± 1,25 km/s.